# Ceremonieel zwaard (domschat van Essen)

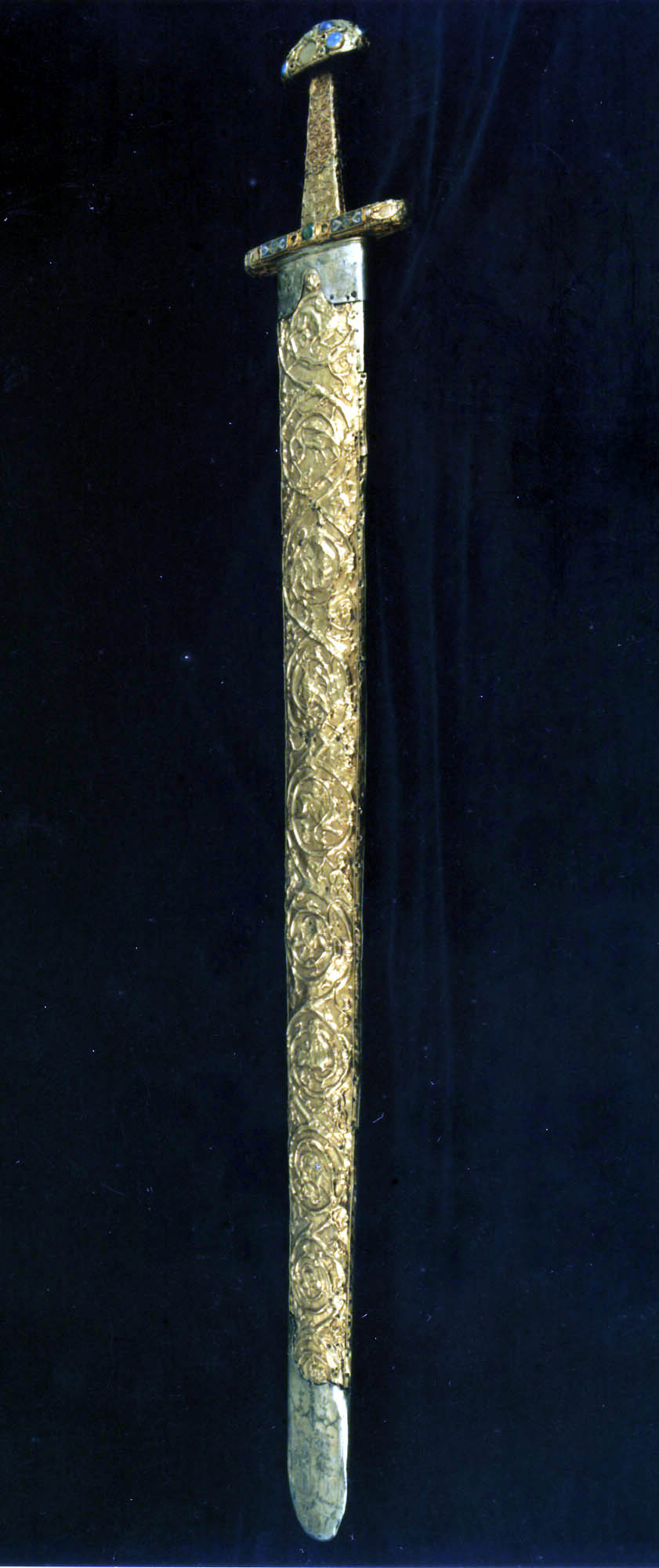
Het ceremoniële zwaard uit de Essener domschat.

Het zwaard uit de Essener domschat, vaak ook aangeduid als rijkszwaard van de heilige Cosmas en Damianus, was het ceremonieel zwaard van de abdissen van het Damessticht Essen. Het gaat hierbij om een zowel vanuit kunsthistorisch als smeedtechnisch perspectief uniek stuk dat ook voor de stadsgeschiedenis van de stad Essen van aanzienlijk belang is.
Het uit de tijd van de Ottonen stammende zwaard, dat vandaag de dag in zijn met goudbeslagen schede in de Essener domschatkamer wordt tentoongesteld, werd in 1988 in een multidisciplinair onderzoeksproject onder leiding van de toenmalige Essener domkapitularis Alfred Pothmann onderzocht. In deze studies heeft men uitgebreide kennis opgedaan over zowel de bij de vervaardiging gebruikte smeedtechnieken alsook over de geschiedenis van het zwaard.

## Geschiedenis
Het zwaard kwam waarschijnlijk in 993 als een geschenk van keizer Otto III in het bezit van het sticht Essen. Het bezoek van Otto III aan de abdij van Essen, waar zijn familielid Mathilde II van Essen abdis was, was volgens recent onderzoek waarschijnlijk gerelateerd aan de oprichting van een memoriaalstichting ter nagedachtenis aan keizer Otto II. Tot deze stichting behoorde ook de niet bewaard gebleven gouden schrijn van de heilige Marsus. Volgens de Essense overlevering kwam tijdens dit bezoek ook de kroon van de gouden Madonna in het bezit van de abdij van Essen.
De omstandigheden van de schenking en ook de herkomst van het zwaard lijken al vroeg in de vergetelheid te zijn geraakt. Getuigenissen uit de vroege tijd van de geschiedenis van het sticht Essen over het gebruik van het zwaard bestaan niet. In de Essener Liber Ordinarius uit de 14e eeuw, dat het sacrale gebruik van de voorwerpen uit de Essener domschat documenteert, wordt het zwaard niet vermeld. Hieruit wordt geconcludeerd dat het op dat moment niet als een relikwie werd beschouwd.
Tegen het einde van de 15e eeuw was de wereldlijke oorsprong van het zwaard vergeten. Men geloofde nu dat het zwaard een relikwie was, namelijk het zwaard waarmee de in de 3e eeuw geëxecuteerde stichtspatronen Cosmas en Damianus waren onthoofd. Dit inzicht vloeit voort uit de inscriptie Gladius cum quo decollati fuerunt nostri Patroni ("Het zwaard waarmee onze patronen zijn onthoofd") en uit de op de laatgotische reparaties van de zwaardschede (de rand van de opening van de schede) gegraveerde figuren van beide heiligen. De reliekenbeschrijving van het Essener sticht van 12 juli 1626 beschrijft het zwaard onder nr. 55 als Gladius sanctorum Cosmae et Damiani. Als relikwie werd het zwaard ook bij processies meegevoerd; de beschadigingen aan het zwaard stammen hoofdzakelijk uit deze periode.
Op basis van een Bijbelse passage (Romeinen, 13, 4) golden zwaarden reeds in de vroege middeleeuwen als een symbool van macht en het gezag. Mogelijk lieten de abdissen reeds in de hoge middeleeuwen het zwaard op dezelfde wijze als teken van hun macht vooruitdragen, zoals de keizer dit deed met het rijkszwaard. Bewijzen daarvoor ontbreken. Het zwaard kwam echter in een tijd naar Essen, toen in het sticht de abdissen Mathilde, Sophia en Theophanu aan het hoofd stonden. Deze dames waren zusters en tantes van de Ottoonse keizers. Zij maakten deel uit van de Ottoonse keizerlijke familie. Vooral Theophanu besteedde veel energie aan de verfraaiing van sticht met prachtige objecten, zoals het evangelarium van Theophanu en de invoering van passende rituelen. Daar kan ook het vooruit meedragen van het zwaard bij hebben gehoord, het zwaard dat zij vermoedelijk op grond van haar keizerlijke afstamming als symbool van haar machtspositie binnen het sticht zal hebben gebruikt.
Deze praktijk werd voortgezet door haar niet meer tot de keizerlijke familie behorende opvolgsters. Toen men dit gebruik niet meer kon verenigen met de status van de abdis, verschoof de betekenis van dit rechtssymbool naar een relikwie. Met zekerheid werd het zwaard ook nog in de late middeleeuwen als symbool van macht voor de abdis uitgedragen. Dit bericht, zonder dat hij overigens nadere details geeft, de Essener kanunnik, Wirich Hiltrop (gestorven 1617). Holtrop was bezig met de  voorbereiding van een publicatie over het Essener damessticht en zijn notities zijn bewaard gebleven. Na Hiltrop, die twijfelde aan het relikwie-karakter van het zwaard, ging het gebruik om de abdis het zwaard vooruit te dragen in de verwarring van de reformatie ten onder.

Het Essener stadswapen met rechts het zwaard.

In de 18e eeuw werd het gebruik om het zwaard bij feestelijke gelegenheden voor de abdis uit te dragen hervat. Dit bleef zo tot de opheffing van het sticht. Bij de plechtige intrede van Maria Kunigunde van Saksen, de laatste abdis van het Essener domsticht ging de hofmaarschalk haar met het zwaard in de hand vooraf.
Het geloof aan het zwaard als relikwie was in Essen diepgeworteld. Het zwaard werd in 1473 voor het eerst bewijsbaar aangetroffen op een briefzegel van de stad Essen alsook op de in 1483 gegoten raadsklok. Ondanks de invoering van de reformatie door de raad van stad Essen bleef men in het stadswapen het zwaard voeren. Ook nu nog maakt het zwaard deel uit van het Essener stadswapen.
Met de opheffing van het sticht als gevolg van de secularisatie in 1803 kwam het zwaard, net als de andere sacrale voorwerpen uit de domschat van Essen in bezit van de kerkgemeente, die uit de parochie van stichtsleden was ontstaan. Tot de oprichting van het bisdom Essen in 1958 bleef het zwaard in bezit van deze parochie.